# Árborg
Árborg este un oraș aflat în sud-vestul Islandei, cu o populație de aproximativ 7.800 locuitori (2011). Acesta este un oraș portuar, fiind al optulea oraș ca mărime din țară.

## Evoluția populației
Populația orașului Árborg în anii 2005 - 2013:

## Orașe înfrățite
- Arendal, Norvegia
- Kalmar, Suedia
- Savonlinna, Finlanda
- Silkeborg, Danemarca